# Vârtop
Vârtop (in ungherese Vurtop) è un comune della Romania di 1 626 abitanti, ubicato nel distretto di Dolj, nella regione storica dell'Oltenia.